# Apatochernes curtulus
Apatochernes curtulus är en spindeldjursart som beskrevs av Beier 1948. Apatochernes curtulus ingår i släktet Apatochernes och familjen blindklokrypare. Inga underarter finns listade i Catalogue of Life.